# Словник Кансі

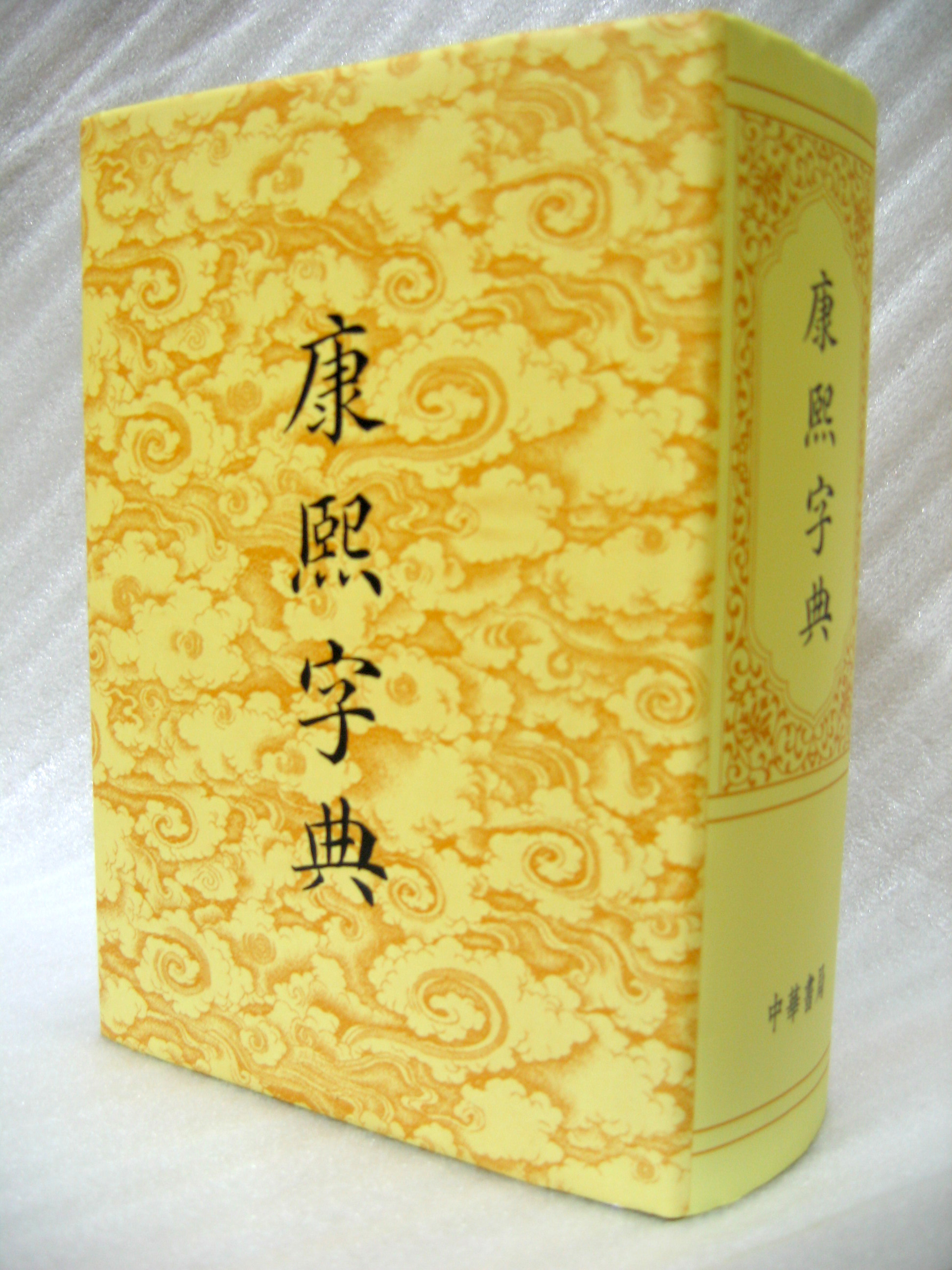
Видання Словника Кансі, 2005

Словник Кансі (кит.: 康熙字典; піньїнь: Kāngxī zìdiǎn, кансі цзидянь) — словник китайської ієрогліфіки, складений 1716 року за наказом Імператора Кансі династії Цін. Містить понад 47 000 ієрогліфів і статей, що пояснюють їх звучання, семантику, вживання. Більшість ієрогліфічних знаків словника архаїчні.

## Складання
Укладачі Словника Кансі упорядковували його на основі двох словників династії Мін: «Зібрання ієрогліфів» (1615) авторства Мей Інцзо і «Правильного написання ієрогліфів» (1627) авторства Чжан Цзилі. За наказом імператора складання Словника Кансі було розраховано на 5 років, тому численні помилки були неминучими. Після видання праці Імператор Даогуан заснував колегію, яка в «Дослідженні тексту словника ієрогліфів»(1831) виправила 2 588 помилок, переважно у цитатах та висловах.
Доповнений словник містить 47 035 ієрогліфів та додатково 1 995 графічних варіантів, що складає разом 49 030 знаків. Вони згруповані за 214 ключами та впорядковані за числом додаткових рисок у ієрогліфі. Хоча ці 214 ключів були вперше використані у «Дослідженні тексту словника ієрогліфів», вони відомі як ключі Кансі та залишаються й зараз методом категоризації традиційних китайських ієрогліфів.
У статті ієрогліфів даються їхні варіанти написання, вимова, традиційне написання, варіації, значення та приклади вживання у вигляді цитат із китайської класики. Словник також містить таблиці рим з ієрогліфами.
Словник Кансі доступний у різних формах: старі видання династії Цін у ксилографічному друці, факсимільні видання в китайському стилі, сучасні виправлені видання у західному стилі, електронні Інтернет-версії тощо.

## Структура
- Передмова Імператора Кансі: с. 1-6 (御製序)
- Пояснення, як користуватися словником: с. 7-12 (凡例)
- Вказівки про вимовляння ієрогліфів: с. 13-40 (等韻)
- Складна таблиця змісту за ключами: с. 41-49 (總目)
- Спрощений зміст: с. 50-71 (检字)
- Власне словник: с. 75-1631
  - Основний текст: с. 75-1538
  - Зміст додаткового тексту: с. 1539—1544 (補遺)
  - Додатковий текст: pp. 1545—1576
  - Зміст додатку: с. 1577—1583 (備考)
  - Додаток : с. 1585—1631
- Післямова: с. 1633—1635　(後記)
- Дослідження тексту : с. 1637—1683 (考证)